# Tito Manlio
Personnages
- Manlio, fils de Tito (soprano)
- Vitellia, fille de Tito (contralto)
- Germinio, chef latin (ténor)
- Servilia, sœur de Germinio (contralto)

Tito Manlio (RV 738) est un opéra en trois actes qualifié de dramma per musica qu'Antonio Vivaldi composa sur un livret italien de Matteo Noris pour les noces du gouverneur de Mantoue, Philippe de Hesse-Darmstadt, et de la veuve du grand-duc de Toscane, Eleonora di Guastalla. Même si les noces n'eurent finalement pas lieu, l'œuvre fut créée dans le théâtre archiducal de Mantoue pendant le carnaval de 1719. Elle raconte l'histoire de Titus Manlius (Titus Manlius Imperiosus Torquatus), consul de Rome, et du conflit entre cette ville et la région du Latium.

## Livret
Noris écrit le livret en 1696 pour que l'œuvre soit interprétée sur la musique de Carlo Pollarola au théâtre de la villa du grand-prince Ferdinand III de Médicis à Pratolino. Il puise le sujet dans le livre VIII de l'Histoire de Rome de Tite-Live, mais s'écarte beaucoup des faits qui y sont racontés. L'œuvre est interprétée plusieurs saisons de suite à Venise.

## Musique
Le livret est diffusé depuis plus de 20 ans lorsque Vivaldi le met lui-même en musique en cinq jours. Contrairement à l'habitude répandue chez les compositeurs de l'époque, il a été établi que seuls 7 numéros sur 41 provenaient d'opéras antérieurs.

## Personnages et distribution lors de la première
| Rôles                      | Voix                | Interprètes                  |
| -------------------------- | ------------------- | ---------------------------- |
| Tito Manlio, consul romain | basse               | Giovanni Francesco Benedetti |
| Manlio, fils de Tito       | soprano en travesti | Margherita Gualandi          |
| Vitellia, fille de Tito    | contralto           | Teresa Mucci                 |
| Germinio, chef latin       | ténor               | Giuseppe Pederzoli           |
| Servilia, sœur de Germinio | contralto           | Anna Ambreville              |
| Lucio, chef latin          | sopraniste          | Gasparo Geri                 |
| Decio                      | contraltiste        | Lorenzo Beretta              |
| Lindo                      | ténor               | Giovanni Battista Calvi      |

## Synopsis
Tito est consul de Rome. Les Romains et les Latins ne s'entendent pas, ce qui pose vraiment problème, car Vitellia, la fille de Tito, est promise au chef des Latins, Germinio, tandis que Manlio, le fils de Tito, est promis à Servilia, sœur de Germinio. Tito envoie Manlio passer une saison avec les Latins pour recueillir le plus de renseignements possible, mais lui interdit de livrer combat. Pendant son séjour, Manlio fait enrager Germinio, qui le traite de lâche et le provoque en duel. Manlio le tue au cours de cet affrontement. Avec l'appui de Vitellia, Tito condamne son propre fils à mort pour sa désobéissance et envoie les légions à sa recherche. Servilia demande pitié pour Manlio. Les légions finissent par demander la grâce de Manlio, qui retrouve Servilia, tandis que Vitellia accepte d'épouser Lucio, le nouveau chef des Latins. Tito accepte la demande en grâce des légions, et les Romains et les Latins vivent en paix.

## Popularité de l'opéra
De nos jours, cet opéra est rarement interprété ; selon les statistiques d'Operabase, en 2013, il n'avait figuré que trois fois au programme depuis la saison 2008-2009. Au moins trois maisons de disques l'ont enregistré.